# Museu Nacional de Chernobil
O Museu Nacional de Chernobil (ucraniano: Український національний музей "Чорнобиль) é um museu de história dedicado ao acidente nuclear de Chernobil e suas consequências. O acervo é composto por uma extensa coleção de mídia visual, artefatos, maquetes e outros itens destinados a educar o público sobre os muitos aspectos do desastre. O museu localiza-se na cidade de Kiev, na Ucrânia.

## História
Foi inaugurado no dia 25 de abril de 1992, na véspera do sexto aniversário do desastre. Em de abril de 1998, no décimo segundo aniversário do acidente nuclear, foi elevado à categoria de museu federal.

## Financiamento
O museu foi fundado e financiado pelo governo da Ucrânia. Além disso, em 2009, o governo japonês doou 74 mil dólares ao museu.

## Galeria

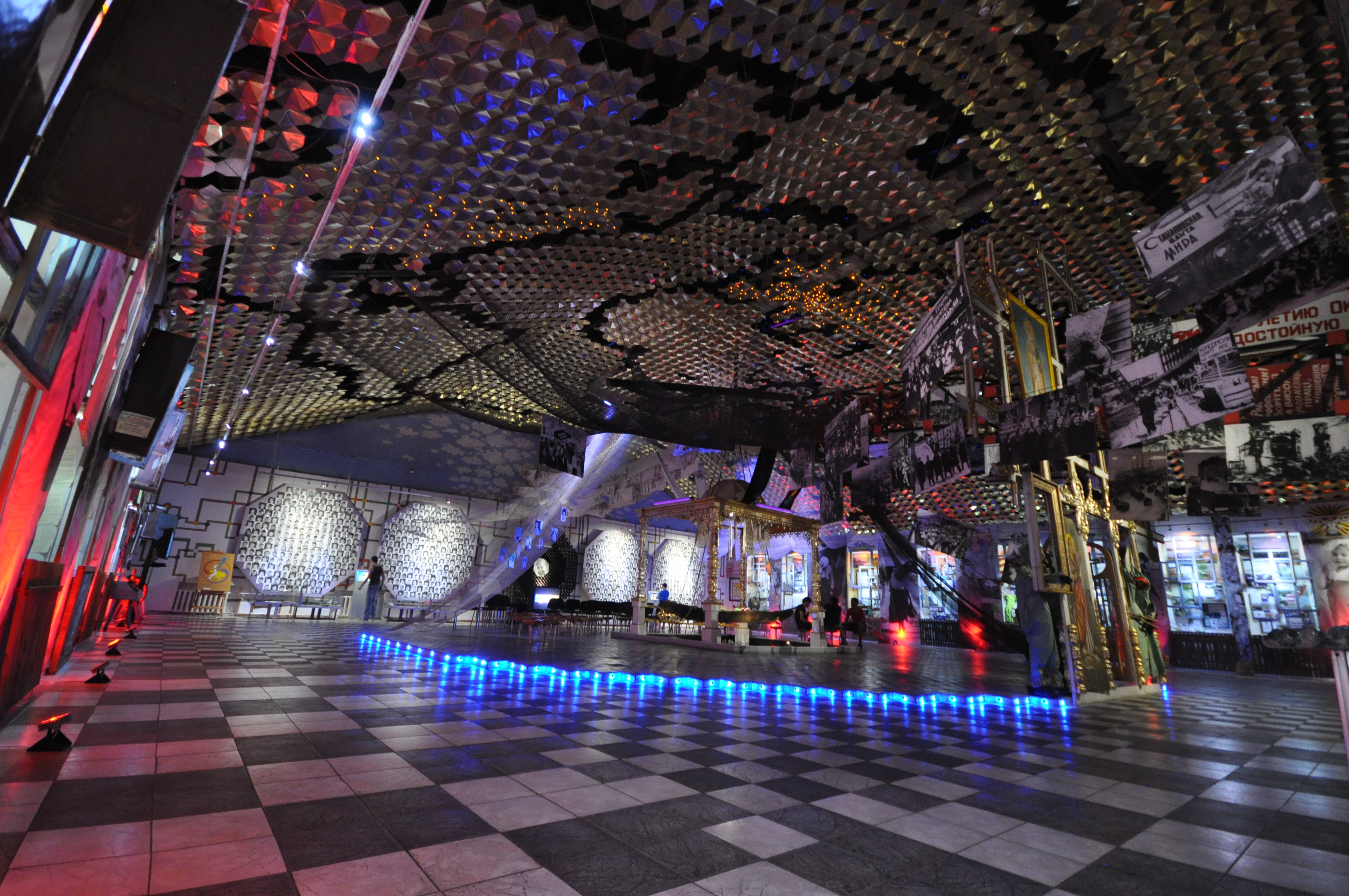
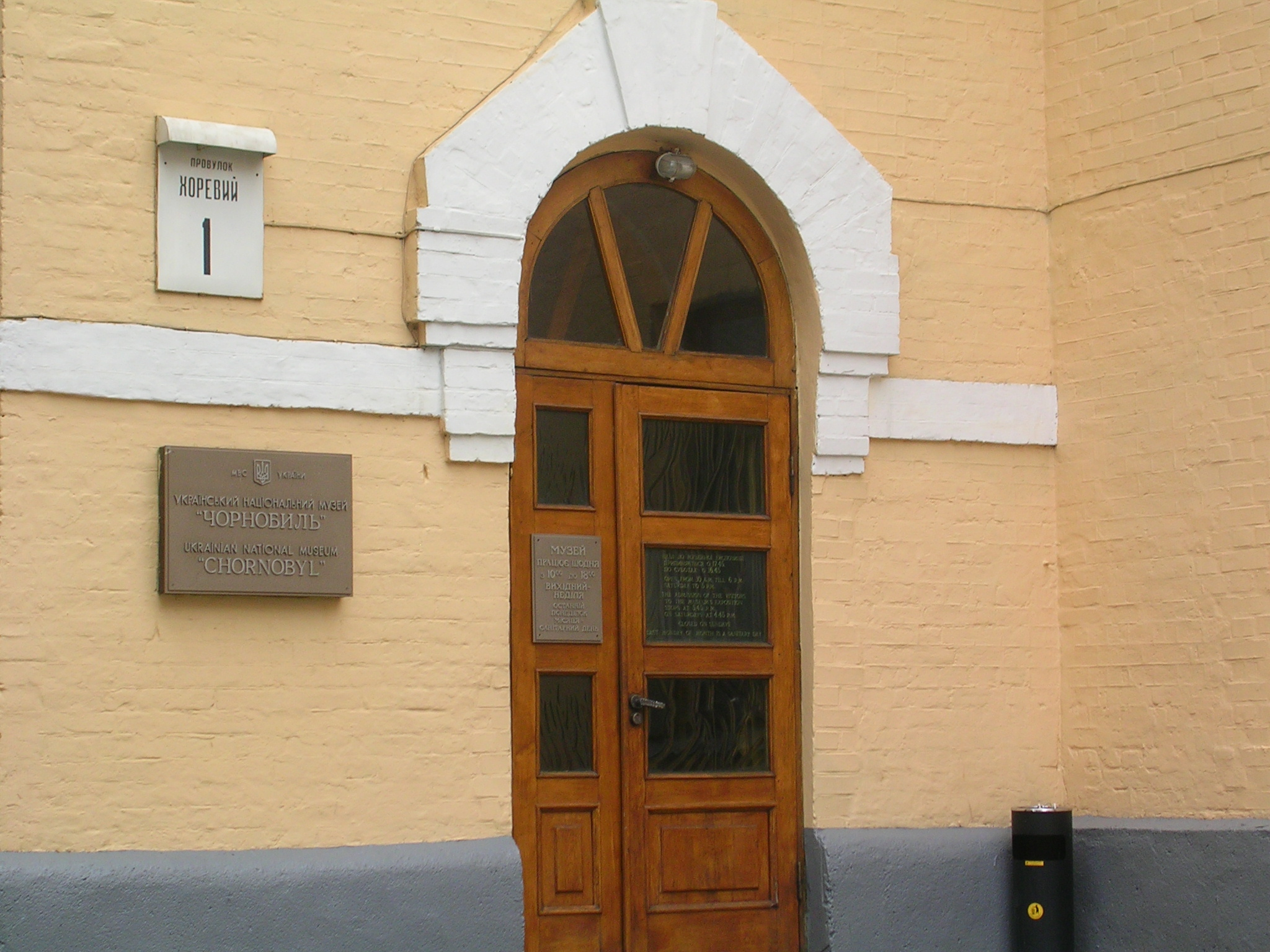
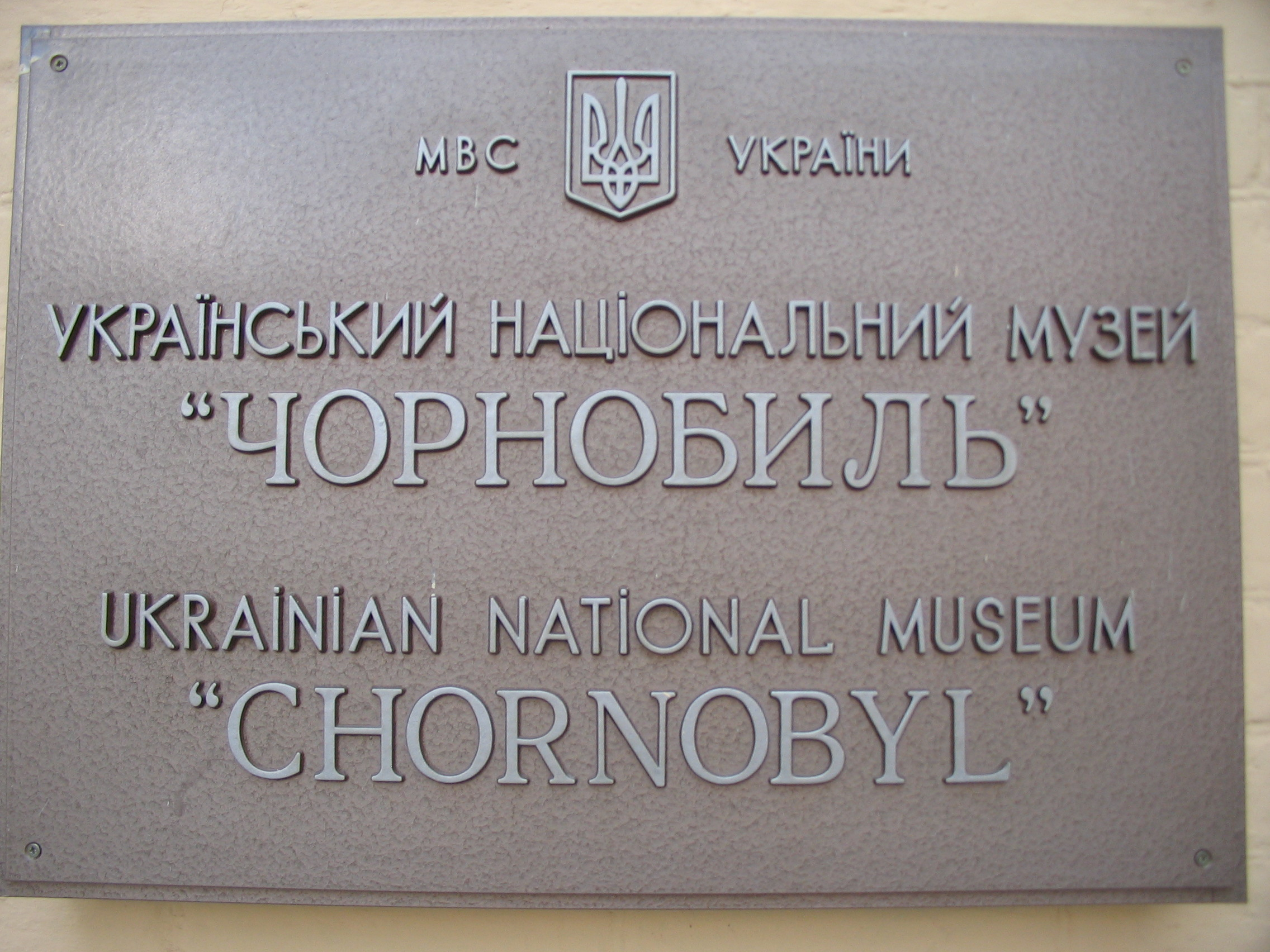
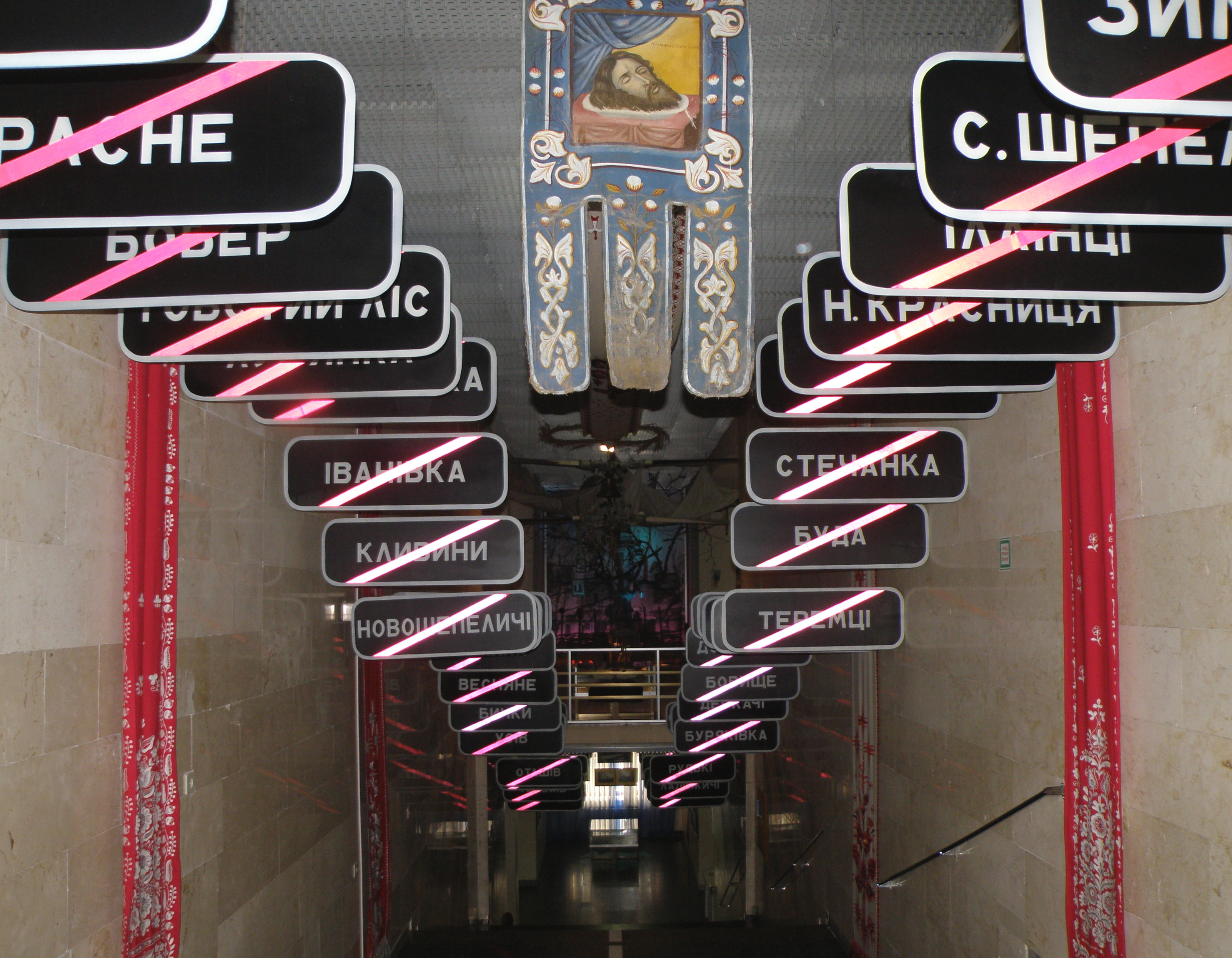
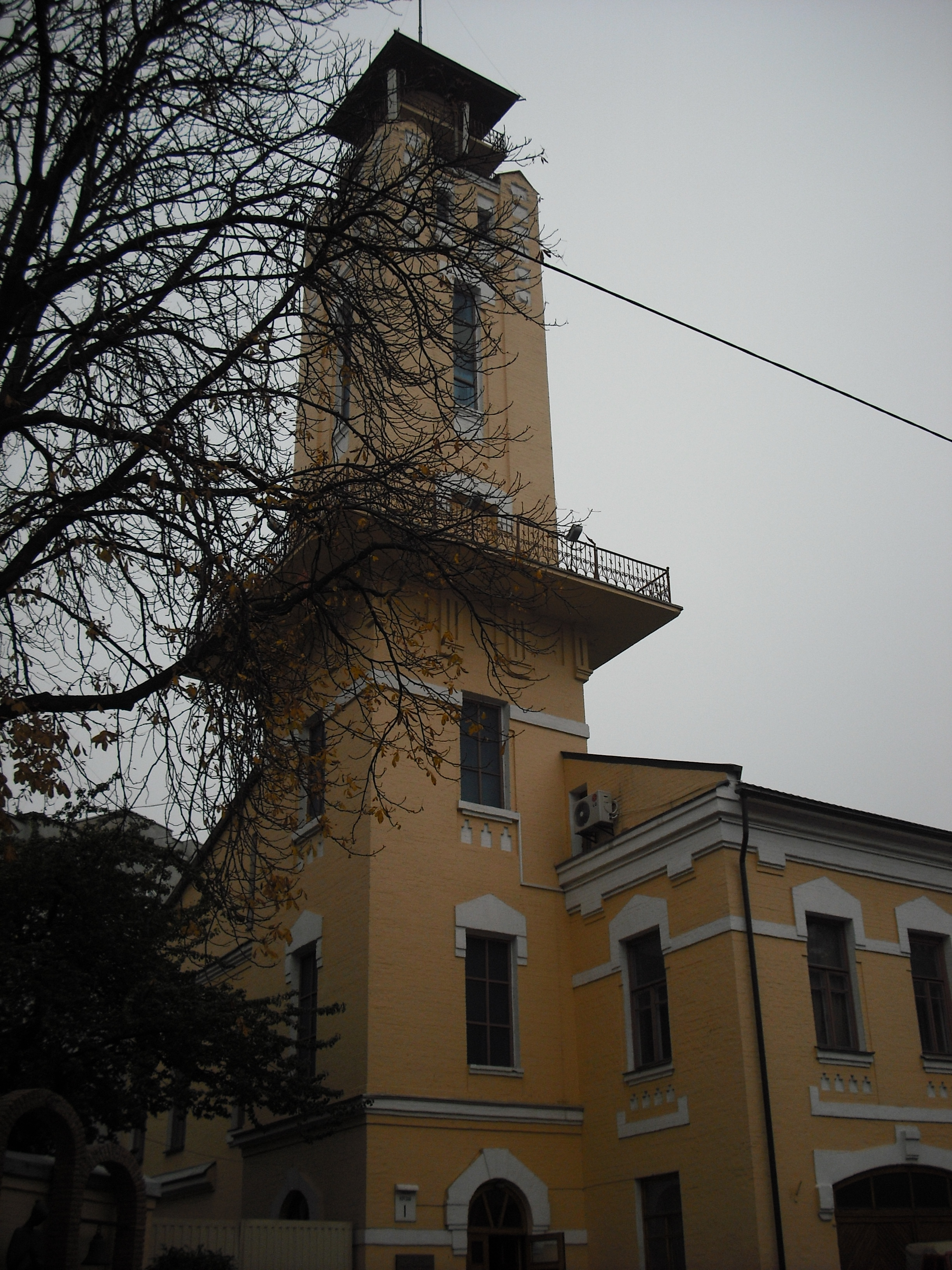
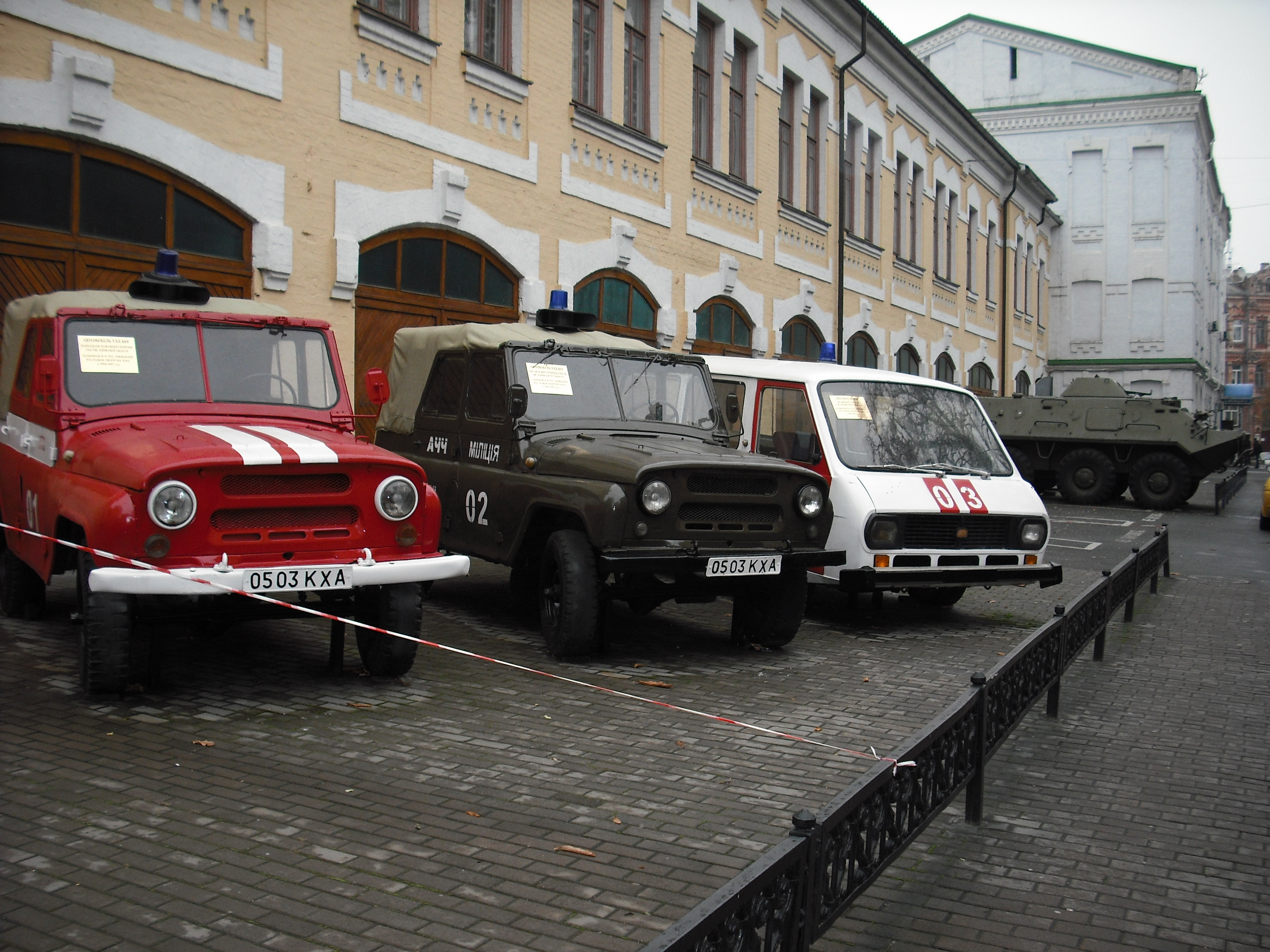
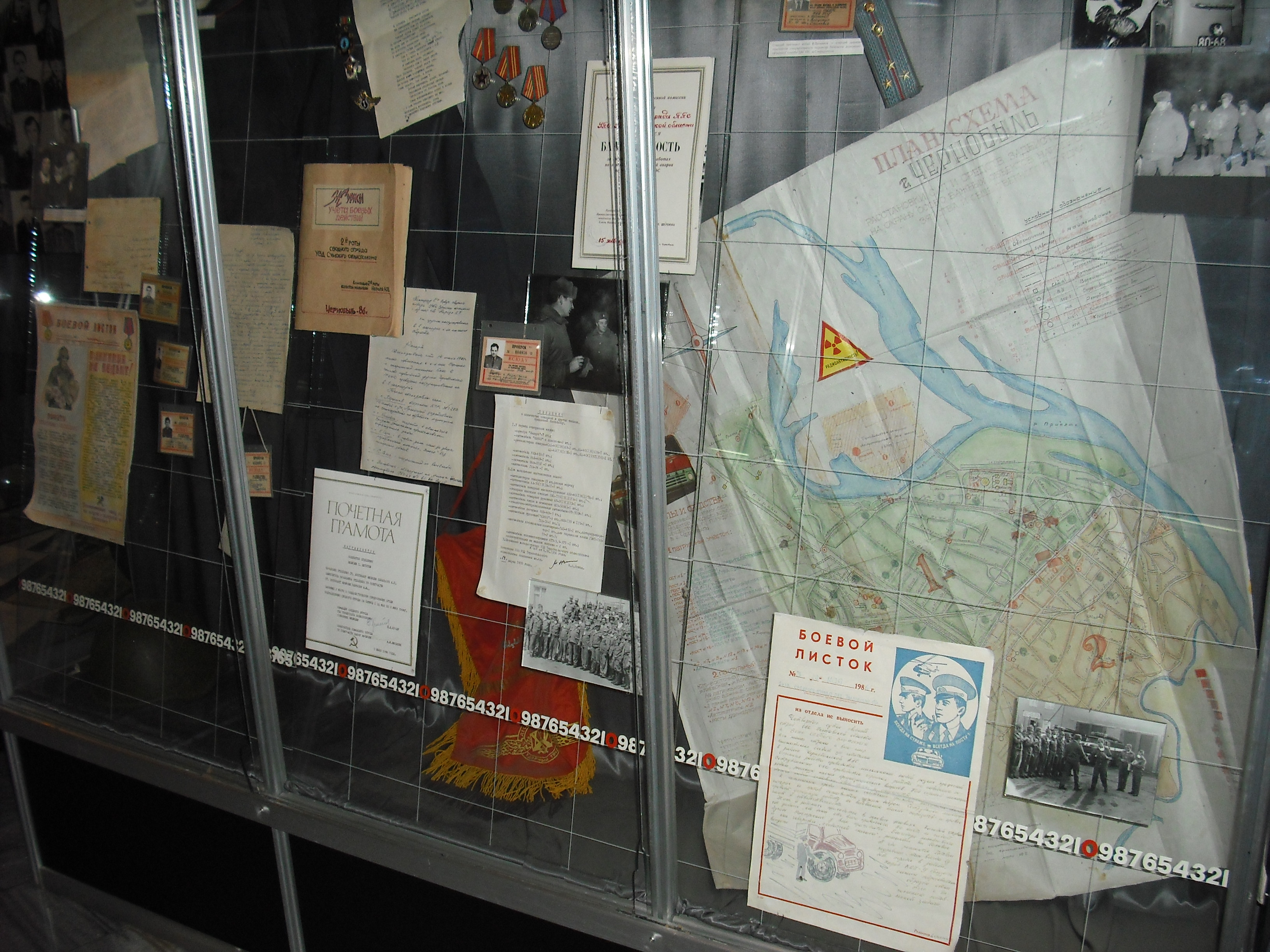
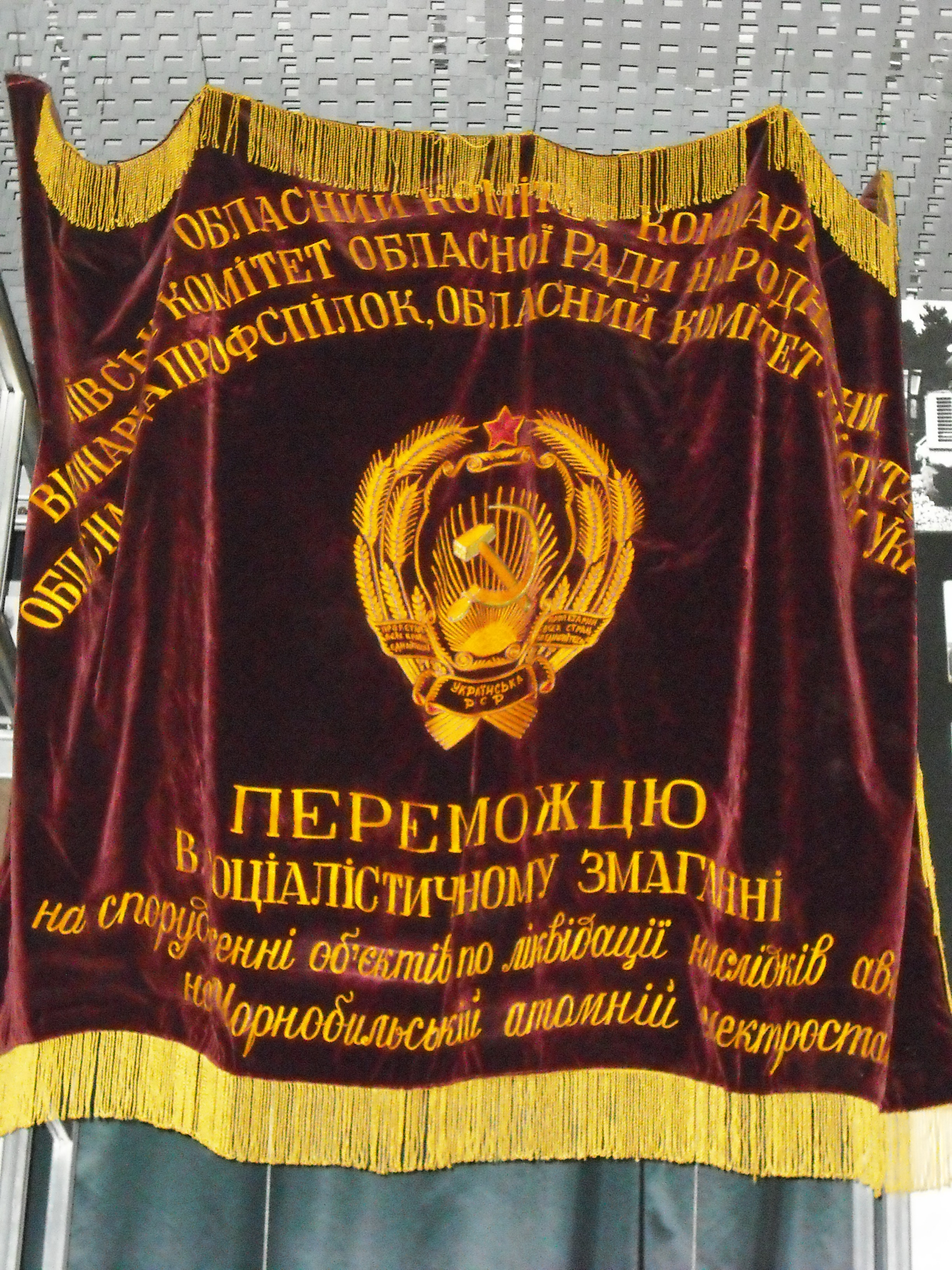
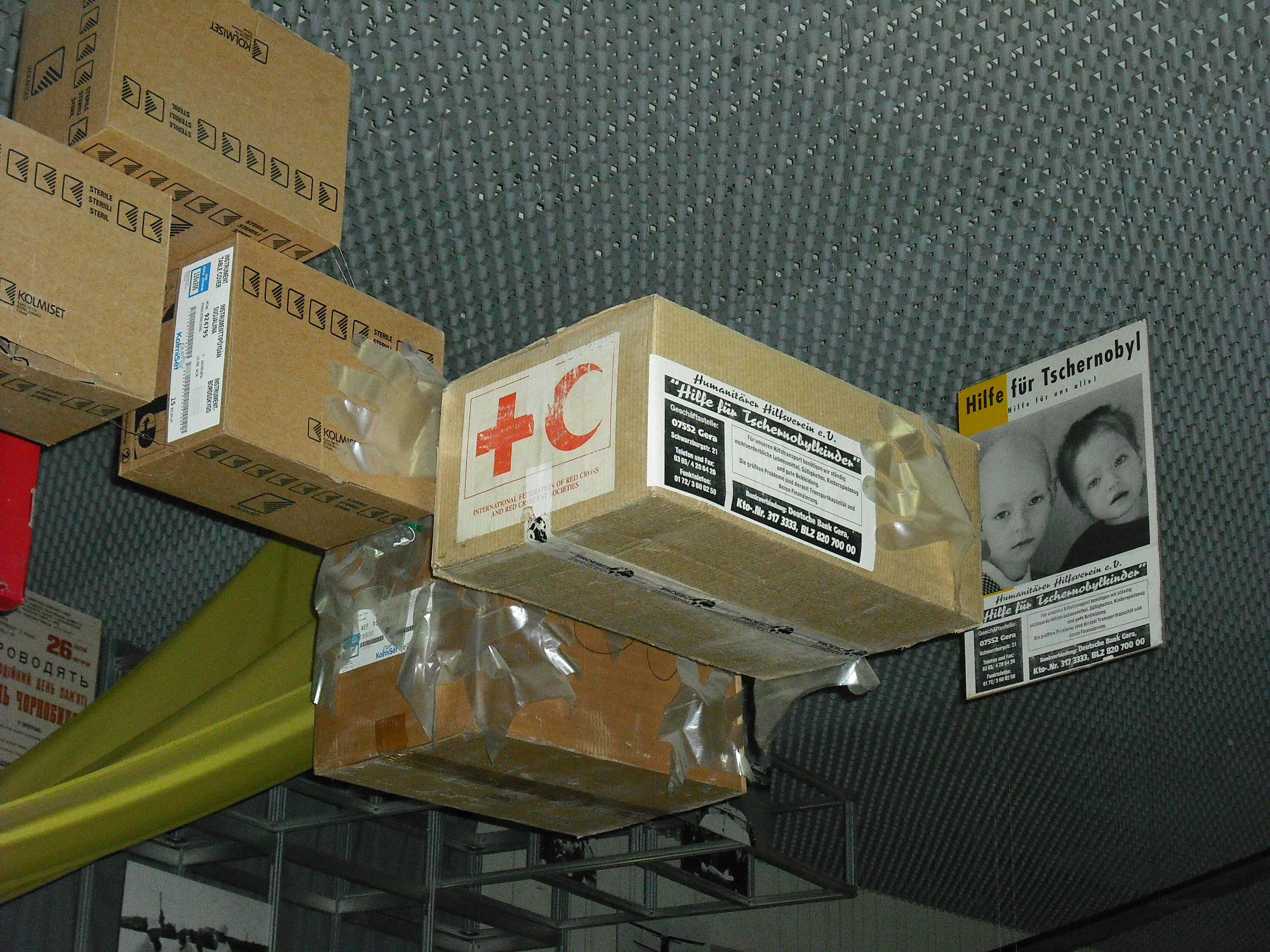
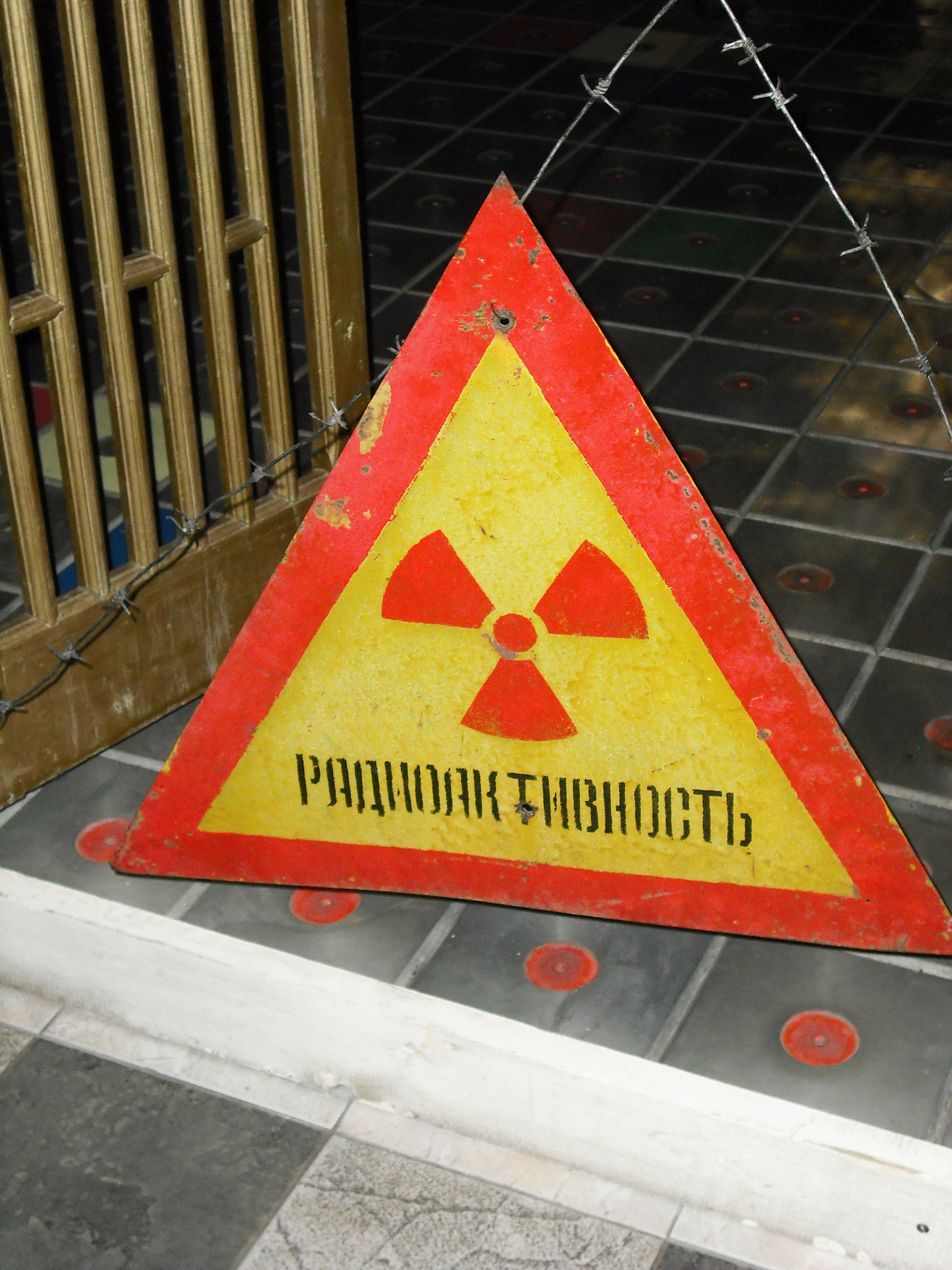
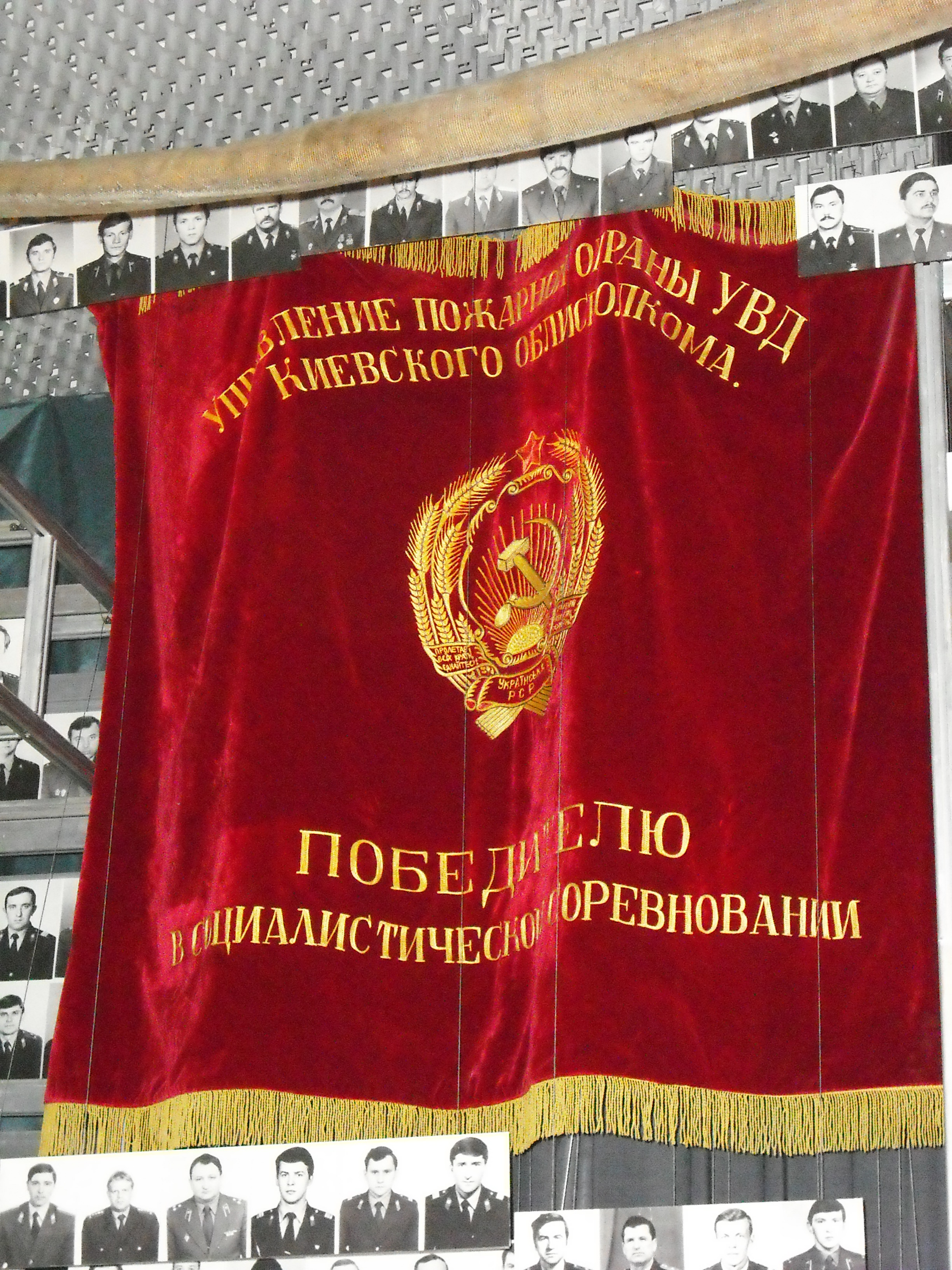
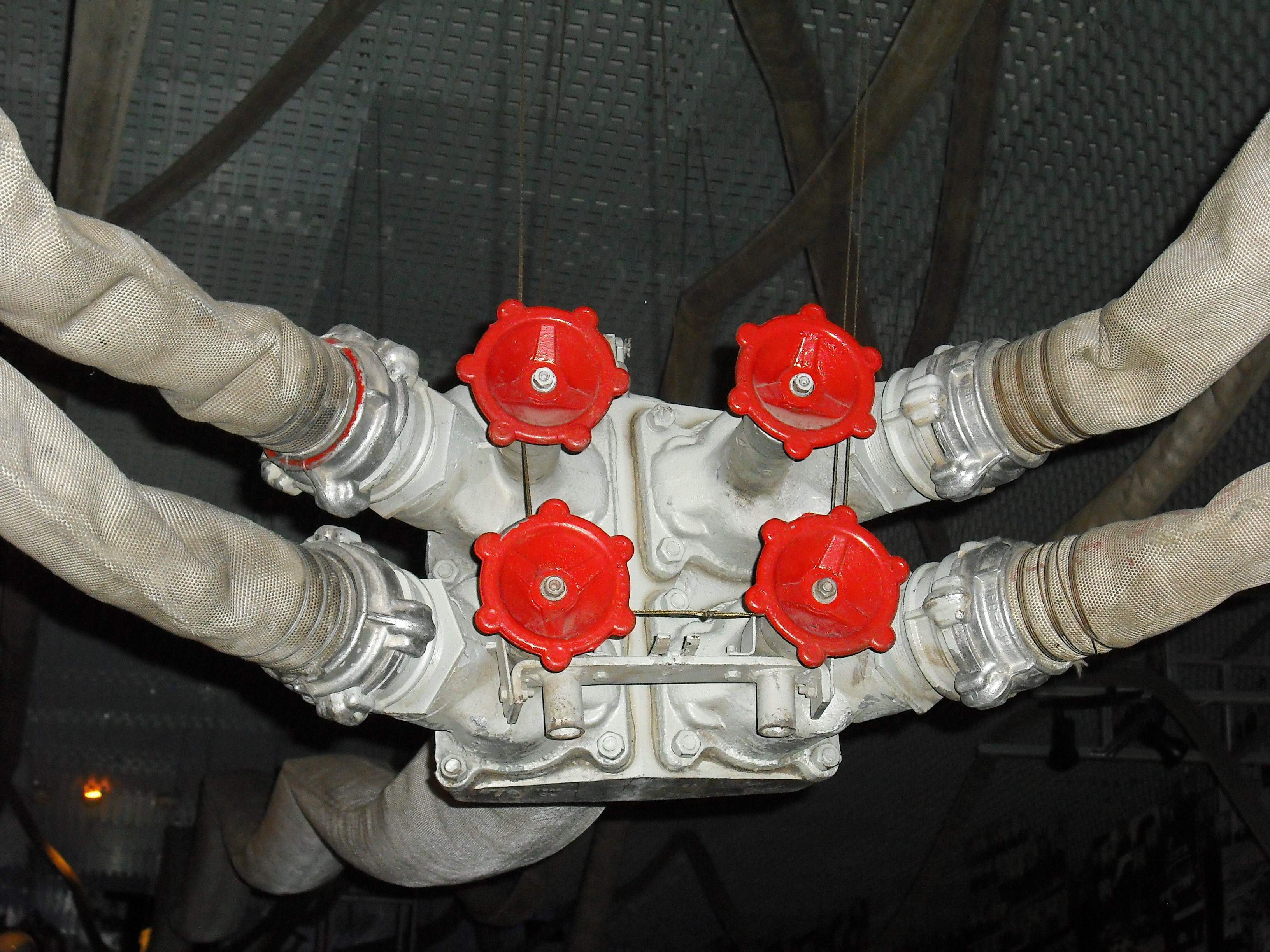
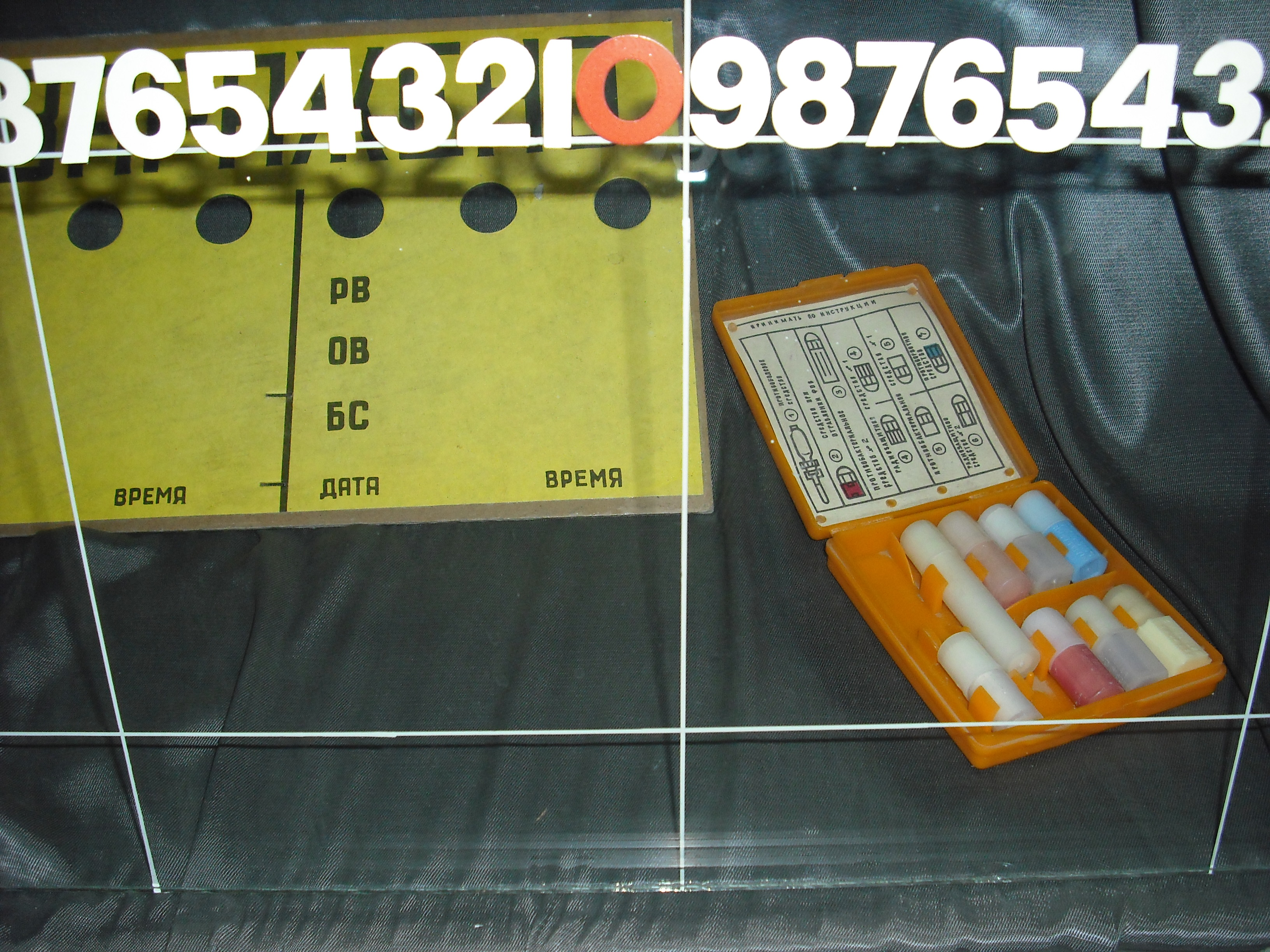
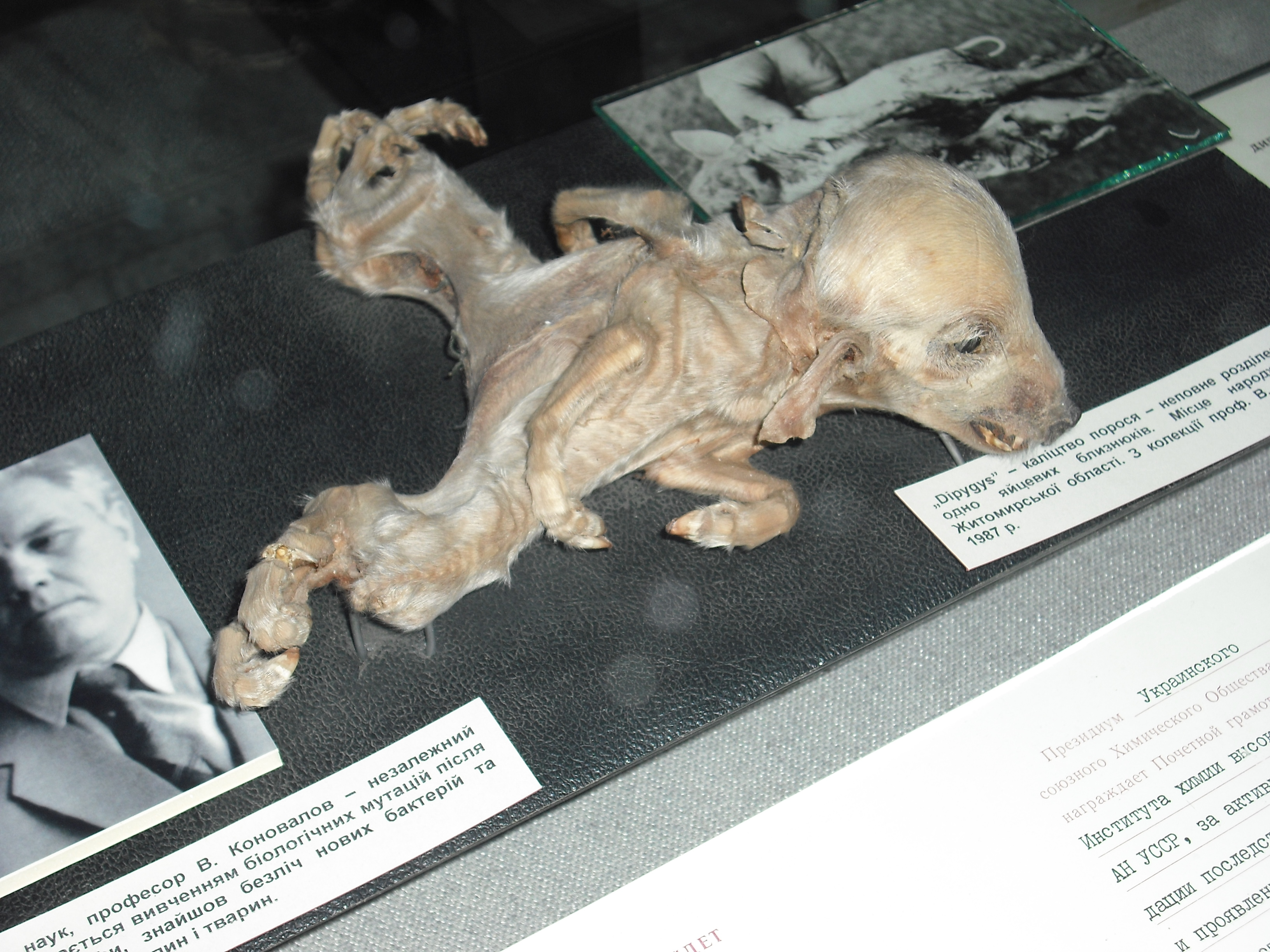
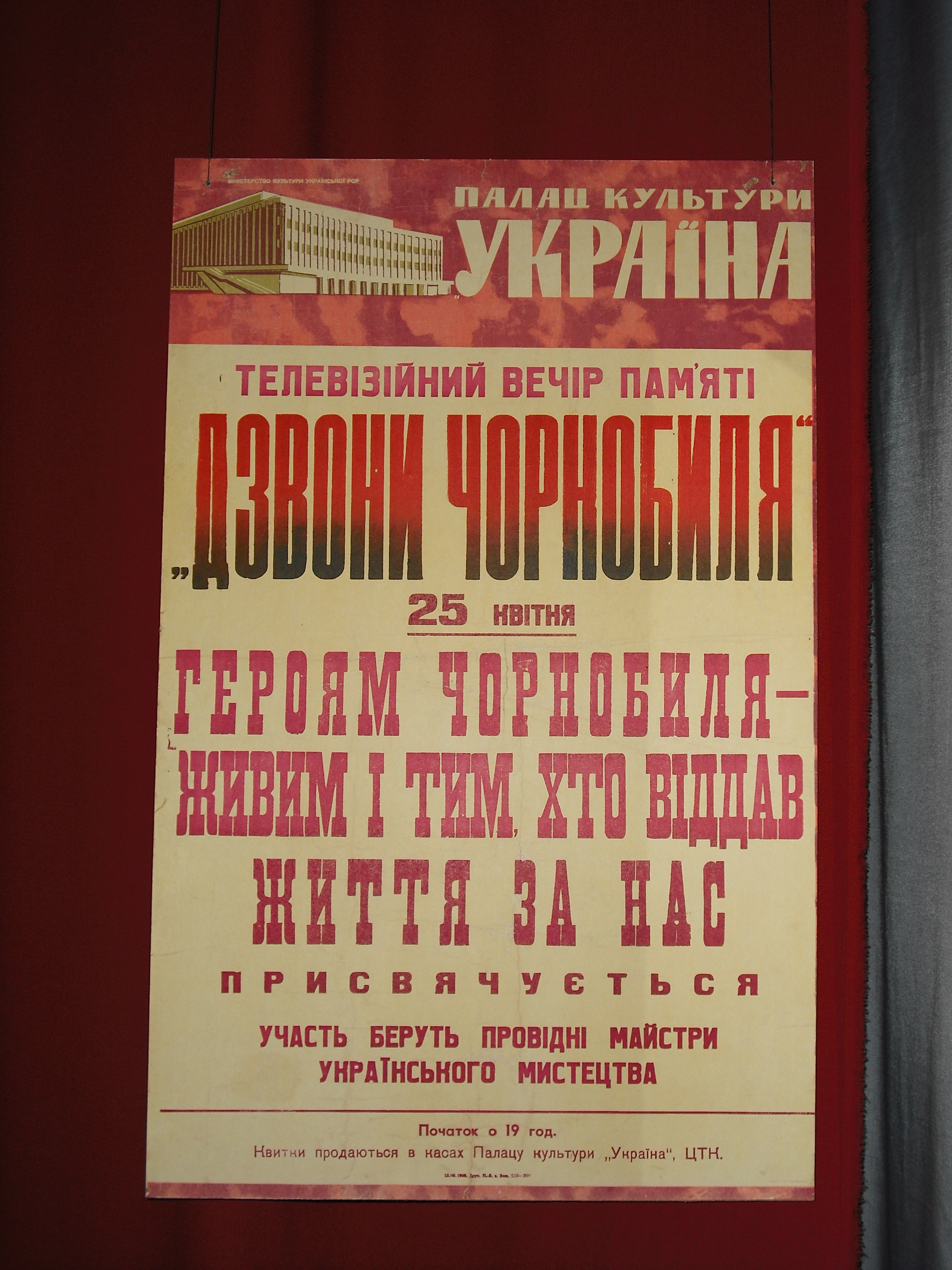
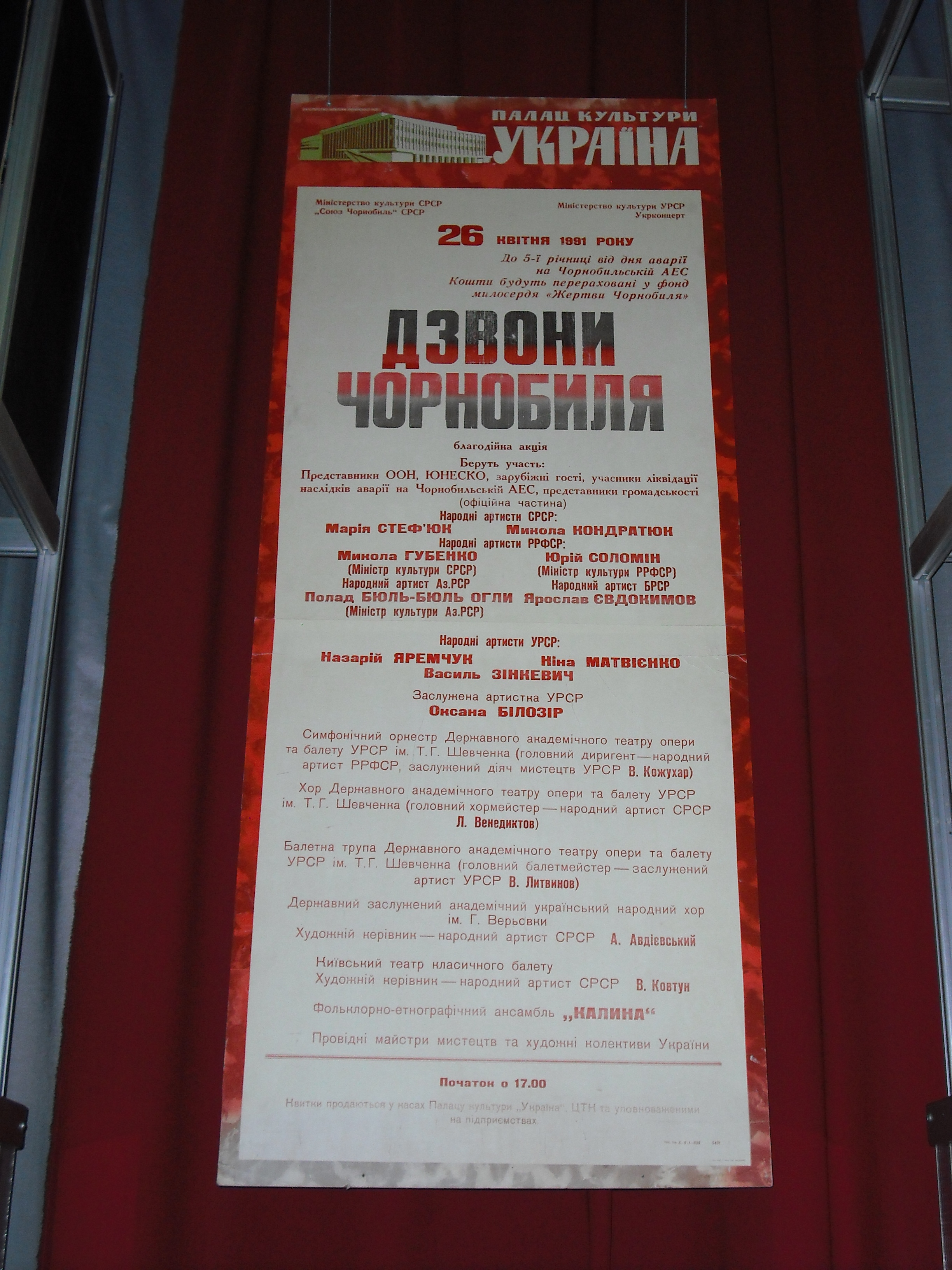
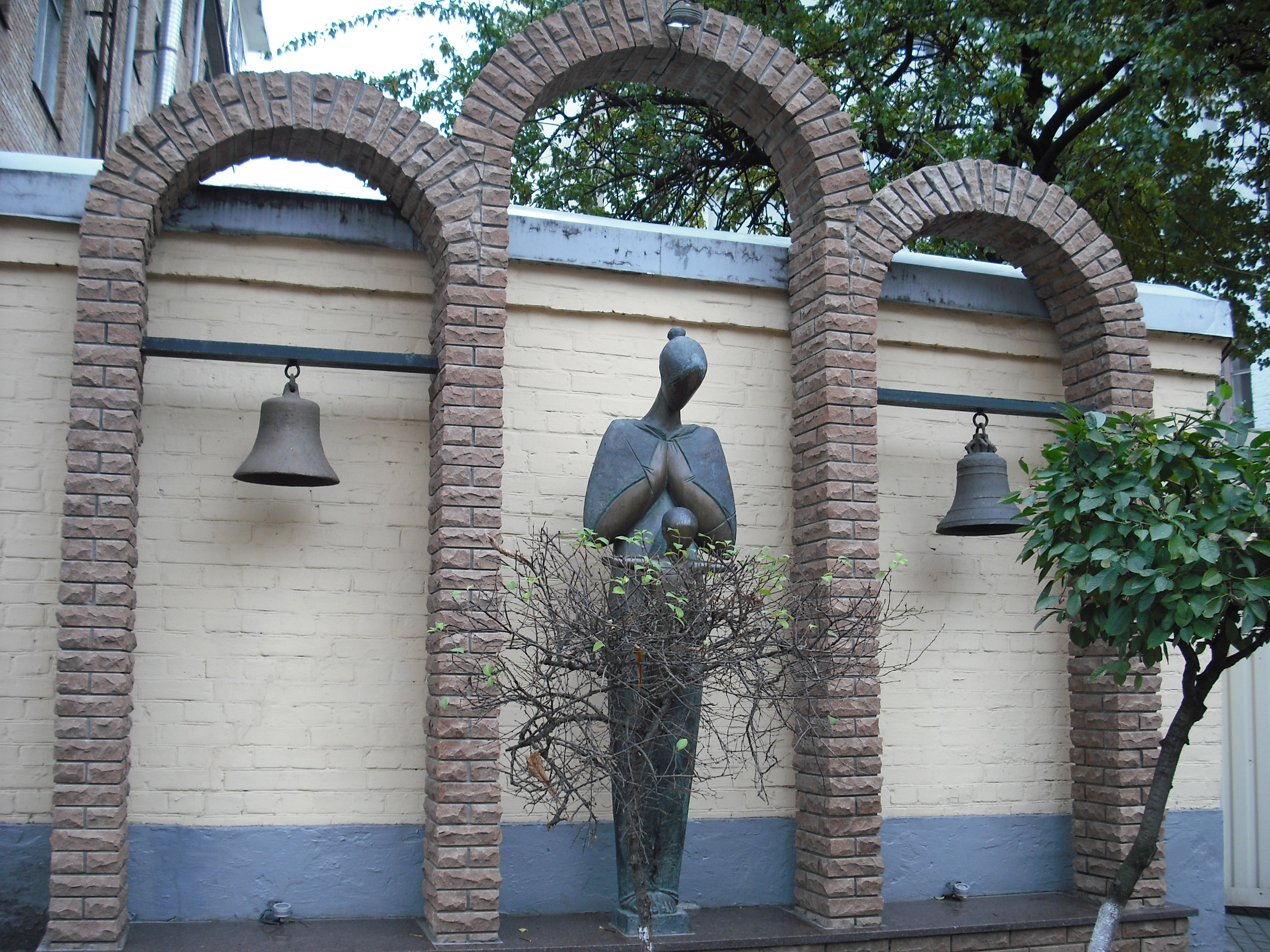
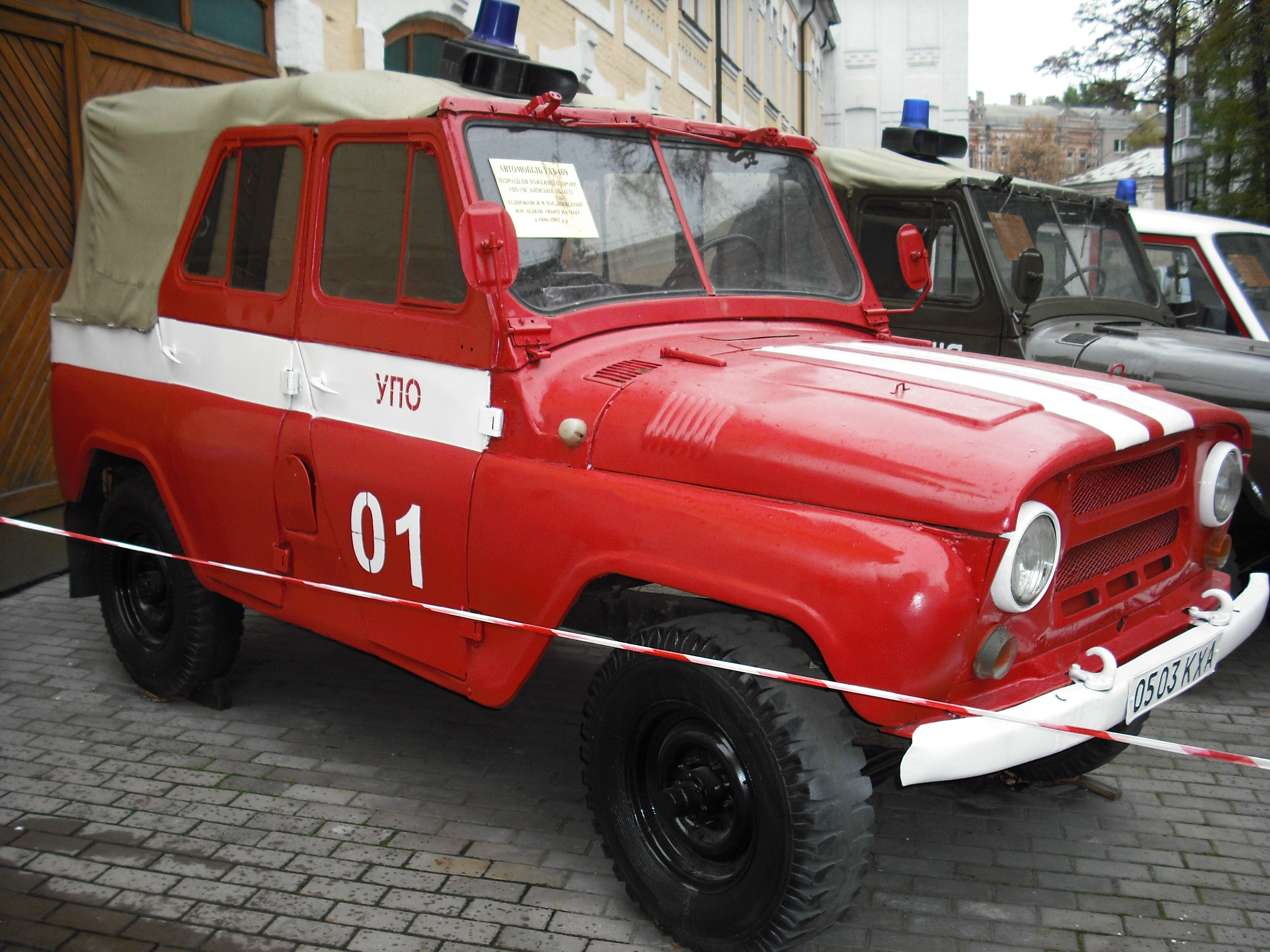
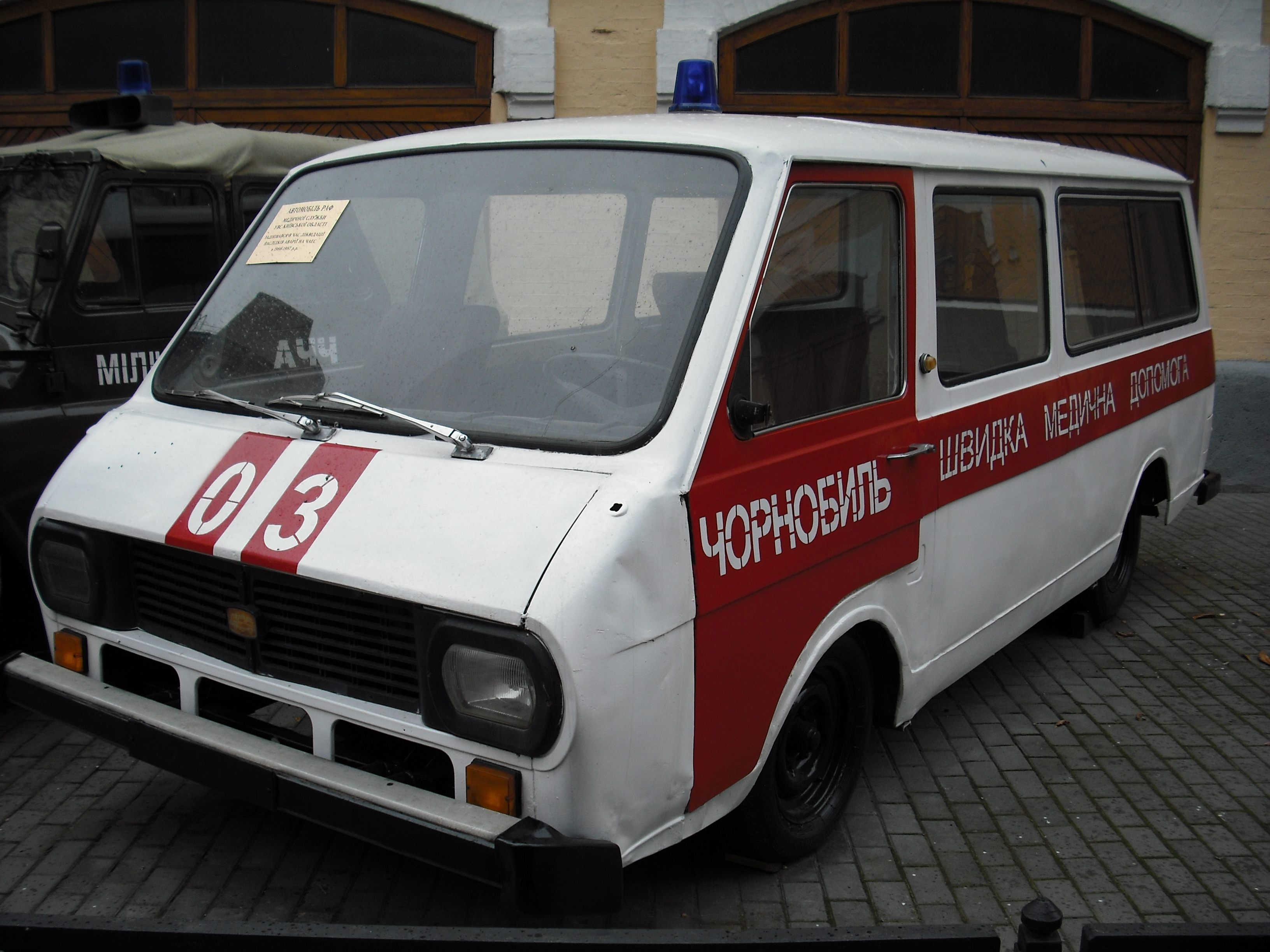